# Wollongong
Wollongong (pron. ˈwʊləŋgɒŋ) è una città costiera di 307 477 abitanti dell'Australia sud-orientale situata nello Stato del Nuovo Galles del Sud. Dopo Sydney e Newcastle è la città più popolosa dello Stato. Centro principale dell'omonima divisione amministrativa, sorge nella regione dell'Illawarra, sulla costa orientale dell'Australia, a 82 km da Sydney.

## Sport
Nel sobborgo di Balgownie ha sede il Balgownie Rangers, la più antica squadra australiana di calcio ancora in attività, fondata nel 1886.
Nel settembre del 2022 Wollongong ha ospitato i XCV Campionati del mondo di ciclismo su strada.